# IBM serie PC
La serie Personal Computer, o serie PC, fue la continuación de las Personal System/2 y PS/ValuePoint de IBM. Anunciada en octubre de 1994 y retirada en octubre de 2000, fue reemplazada por IBM NetVista, además de las PC360 y PC365 basadas en Pentium Pro, que fueron reemplazadas por IBM IntelliStation.

## Basados en x86

### PC 100
El PC 100 era un modelo económico, disponible solo en mercados seleccionados.

### PC 140
El PC 140 era un modelo económico, disponible solo en mercados seleccionados.

### PC Serie 300
Arquitectura ISA/PCI[cita requerida], primera máquina IBM con USB. Los procesadores iban desde el 486DX2-50, 486SX-25, 486DX4-100 hasta el Pentium 200 y, en el caso de los modelos 360 y 365 el Pentium Pro. Los modelos 486 tenían una arquitectura de bus seleccionable (SelectaBus) a través de una placa vertical reemplazable, que ofrecía la opción de Bus local VESA/ISA o PCI/ISA.
Dentro de la serie 300 aparecieron los siguientes modelos:

#### PC 330

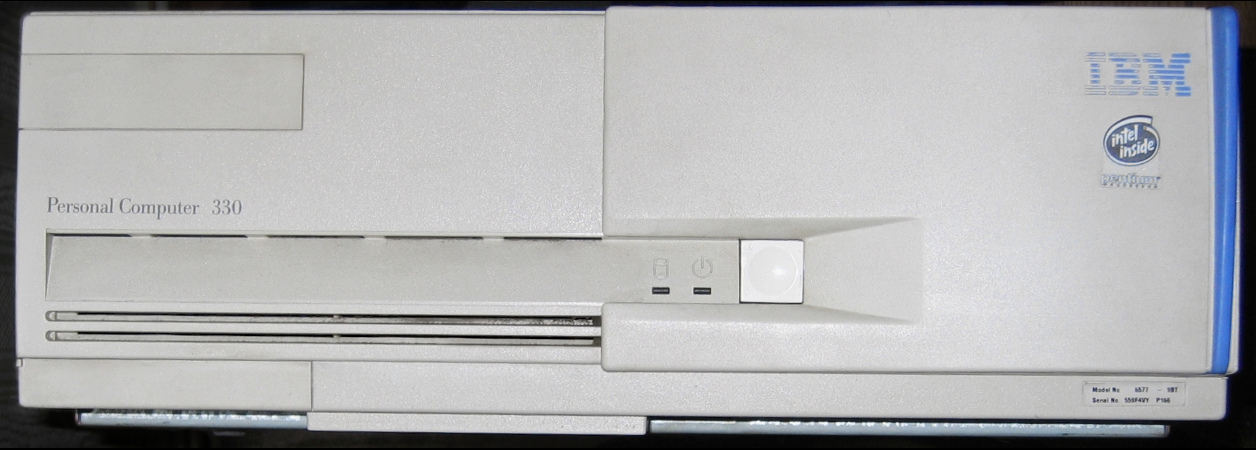
Una computadora personal IBM 330 (6577-9BT)

El último submodelo usaba el procesador Pentium P54C a 100, 133, 166 o 200 MHz. Tenía, según el submodelo, hasta 4 zócalos de expansión ISA y/o 3 PCI y cuatro bahías para unidades (2 externas de 5,25", 1 externa y 1 interna de 3,5"). Tenía en su última versión, la 6577, un zócalo de memoria DIMM-168 y 4 SIMM-72, y presentaba una BIOS IBM SurePath. Esta PC tiene 2 conectores USB 1.0 en la parte posterior. La última versión de Windows que se puede instalar en esta PC es Windows XP, aunque Windows 2000 y Windows ME son opciones óptimas.
El zócalo de memoria DIMM-168 acepta DRAM EDO de 5 V y es incompatible con la SDRAM de 3,3 V que se usa más comúnmente. El zócalo se ve igual a primera vista, pero la codificación es diferente. Intentar forzar un módulo SDRAM de 3,3 V en este zócalo podría dañarlo y dañar el módulo de memoria.
Los submodelos fueron:
| submodelos del PC 330 | submodelos del PC 330                    | submodelos del PC 330 | submodelos del PC 330 | submodelos del PC 330                                        | submodelos del PC 330 |
| Nombre                | Modelo                                   |                       | CPU                   | MHz                                                          | Observaciones         |
| --------------------- | ---------------------------------------- | --------------------- | --------------------- | ------------------------------------------------------------ | --------------------- |
| Personal Computer 330 | Modelo 6571-Kxx, Lxx, Wxx                | Intel 486             | 25-100                | chipset OPTi; entregada con placa ISA/VLB                    |                       |
| Personal Computer 330 | Modelo 6573-Kxx, Lxx, Wxx                | Intel 486             | 25-100                | chipset OPTi; entregada con placa ISA/VL                     |                       |
| Personal Computer 330 | Modelo 6575-1xx                          | Intel Pentium P5      | 60-66                 | Hasta 133 MHz usando Pentium overdrive                       |                       |
| Personal Computer 330 | Modelo 6576-3xx, 4xx, 5xx, 7xx, 9xx      | Intel Pentium P54C    | 75-100                | Hasta 200 MHz usando Pentium overdrive                       |                       |
| Personal Computer 330 | Modelo 6577-5xx, 7xx, 9xx, Gxx, Kxx, Lxx | Intel Pentium P54C    | 75-166                | Hasta 233 MHz usando el Pentium 233 MMX configurado a 75 MHz |                       |

#### PC 340

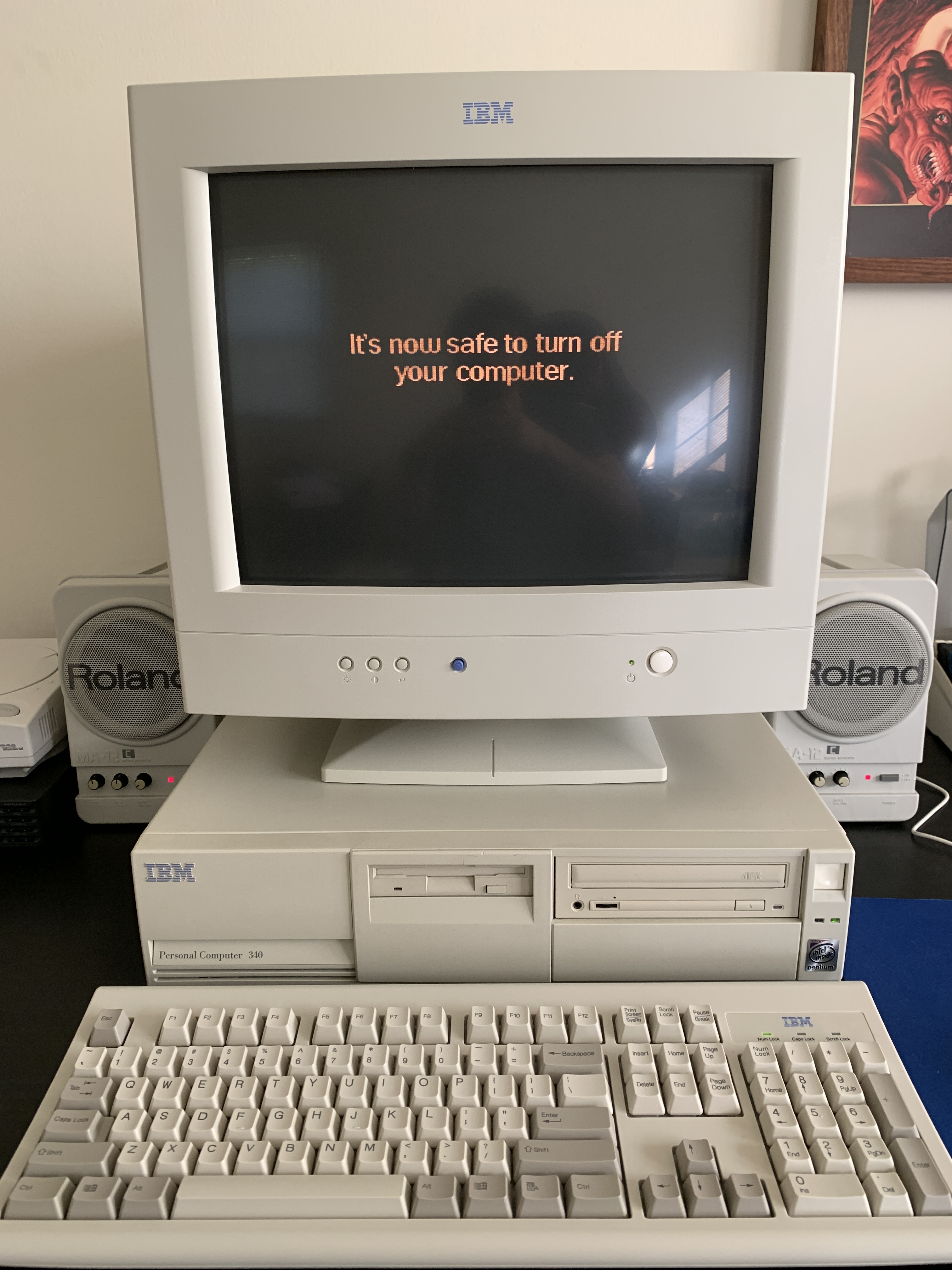
Un IBM PC 340.

La PC 340, presentada en 1996, era un modelo de gama baja. Utilizaba el procesador Pentium con frecuencia de 100, 133 o 166 MHz. Tenía 4 zócalos de expansión ISA y 3 PCI y cuatro bahías para unidades (2 externas de 5,25 pulgadas, 1 externa y 1 interna de 3,5 pulgadas). Tenía 4 zócalos de RAM SIMM-72 y presentaba un BIOS IBM SurePath.
Los submodelos fueron:
- Serie PC 300 Modelo 340 (Modelo 6560-1xx)
- Serie PC 300 Modelo 340 (Modelo 6560-4xx)
- Serie PC 300 Modelo 340 (Modelo 6560-5xx)
- Serie PC 300 Modelo 340 (Modelo 6560-6xx)
- Serie PC 300 Modelo 340 (Modelo 6560-7xx)

#### PC 350
La PC 350, lanzada entre 1994 y 1995, era un modelo de gama media que tenía la misma placa base que la PC 330 en una carcasa mucho más espaciosa, con bahías de unidades adicionales. Los procesadores iban desde el 486DX2-50, 486SX-25, 486DX4-100 hasta el Pentium 200. Tenía, según el submodelo, hasta 5 zócalos de expansión ISA y/o 3 PCI y cinco bahías para unidades (2 externas de 5,25", 1 externa y 1 interna de 3,5"). Al igual que su primo más pequeño, en su última versión tenía 1 zócalo de RAM DIMM-168 y 4 SIMM-72, y presentaba un IBM SurePath BIOS.
Los submodelos fueron:
| submodelos del PC 350 | submodelos del PC 350                   | submodelos del PC 350 | submodelos del PC 350 | submodelos del PC 350                                                                             | submodelos del PC 350 |
| Nombre                | Modelo                                  |                       | CPU                   | MHz                                                                                               | Observaciones         |
| --------------------- | --------------------------------------- | --------------------- | --------------------- | ------------------------------------------------------------------------------------------------- | --------------------- |
| Personal Computer 350 | Model 6581-Kxx, Lxx, Wxx                | Intel 486             | 25-100                | chipset OPTi; entregado con placa ISA/VLB                                                         |                       |
| Personal Computer 350 | Model 6583-Kxx, Lxx, Wxx                | Intel 486             | 25-100                | chipset OPTi; entregado con placa ISA/VLB                                                         |                       |
| Personal Computer 350 | Model 6585-1xx                          | Intel Pentium P5      | 60-66                 | Hasta 133 MHz usando Pentium overdrive                                                            |                       |
| Personal Computer 350 | Model 6586-3xx, 4xx, 5xx, 7xx, 9xx      | Intel Pentium P54C    | 75-100                | Placa madre de diseño Intel con chipset Triton y BIOS Intel/AMI; hasta 128 MB RAM y caché de 512k |                       |
| Personal Computer 350 | Model 6587-5xx, 7xx, 9xx, Gxx, Kxx, Lxx | Intel Pentium P54C    | 75-200                | Hasta 192 Mb RAM, CPU hasta 233 MHz usando un Pentium 233 MMX configurado a 75 MHz                |                       |

#### PC 360
El PC 360 era un sistema basado en ISA/PCI con seis ranuras de expansión que utiliza la CPU Pentium Pro sincronizada a 150 o 200 MHz. Está empaquetado en una minitorre con seis bahías para unidades. Tenía 4 ranuras SIMM-72 para un total de hasta 128 MB de memoria y presentaba un BIOS IBM SurePath.
Los submodelos fueron:
- Serie PC 360 Modelo 360 S150 (Modelo 6598-Cxx)
- Serie PC 360 Modelo 360 S200 (Modelo 6598-Fxx)

#### PC 365
El PC 365 es un sistema multiprocesador basado en ISA/PCI con cinco zócalos de expansión. Admite procesadores Pentium Pro duales con frecuencia de 180 o 200 MHz. El gabinete tiene cinco bahías para unidades y dos zócalos ISA o PCI, más tres adicionales los cuales son zócalos ISA/PCI compartidos. Tenía 4 zócalos DIMM-168 para un total de hasta 512 MB de memoria y presentaba un BIOS IBM SurePath. Los submodelos fueron:
- Serie PC 365 Modelo 360 S180 (Modelo 6589-10U, 11U, 17U)
- Serie PC 365 Modelo 360 S200 (Modelo 6589-12U, 13U, 15U, 18U)

### PC Serie 700
Estos sistemas utilizaban el procesador Intel Pentium con frecuencias de reloj de 75, 90, 100, 133 y 166 MHz. Los sistemas iniciales tenían una arquitectura de bus seleccionable (SelectaBus) a través de una placa vertical reemplazable. Las opciones eran PCI/ISA o PCI/MCA. El bus ISA o MCA se conectaría al bus PCI mediante un puente PCI a ISA/MCA. La ventaja de esto es que incluso los sistemas operativos sin compatibilidad con MCA funcionaban en el sistema, siempre que no se requiriera la parte de MCA.
Había dos factores de forma disponibles, el PC 730 3x3 (3 zócalos, 3 bahías) y el PC 750 5x5 (5 zócalos, 5 bahías) más grande.

### PC Serie 3000
Esta serie se introdujo en abril de 1996 solo en Canadá. Tiene un procesador Pentium sincronizado a velocidades de entre 100 y 166 MHz, y se envió con una placa módem/sonido Mwave.

### PC 300PL
El 300PL usó tres modelos de procesadores durante su vida, el Pentium MMX, Pentium II y Pentium III. Los modelos que usaban el Pentium MMX venían en velocidades de 166, 200 y 233 MHz; los modelos que usaban el Pentium II venían en velocidades de 266, 300, 333, 350, 400 o 450 MHz; y los modelos que usaban Pentium III tenían velocidades de 450, 500, 533, 550, 600, 667, 733, 800 o 866 MHz.
El 300PL generalmente se enviaba con un disco duro con una capacidad de 2 GB a 20 GB, una unidad de CD-ROM y una unidad de disquete. En algunos modelos, también se incluía una placa de red Ethernet IBM EtherJet 10/100. El IBM 300PL vino en un gabinete tipo torre o de escritorio.
Existen cuatro tipos diferentes de gabinete:
- Tres zócalos PCI, sin AGP; también tiene una bahía adicional para una unidad de CD o DVD (escritorio)
- Tres zócalos PCI y una AGP; también tiene una bahía adicional para una unidad de CD o DVD (escritorio)
- Cuatro zócalos PCI y una AGP; también tiene una bahía adicional para una unidad de CD o DVD (escritorio)
- Seis zócalos PCI y una AGP; también tiene dos bahías adicionales para una unidad de CD o DVD (torre)

### PC 300GL
La PC 300GL usó Celeron, Pentium I, Pentium II y Pentium III a lo largo de su vida. Los modelos basados en Celeron tenían procesadores sincronizados a 333, 366, 433, 466, 500 o 533 MHz; los modelos Pentium I tenían procesadores sincronizados a 133 o 166 MHz; los modelos basados en Pentium II tenían procesadores sincronizados a 350, 400, 450 MHz; y los modelos basados en Pentium III tenían procesadores con velocidades de reloj de 450, 500, 533, 550, 600, 667, 733, 800 o 866 MHz.
Estos sistemas se presentaron con dos tipos de gabinete: escritorio y microtorre. Había dos variantes del gabinete de escritorio, una con dos zócalos de expansión y otra con cuatro. Ambas variantes tenían cuatro bahías para unidades. La carcasa de la microtorre tenía cuatro zócalos de expansión y cuatro bahías para unidades.

### PC 300XL
La PC 300XL usa el Pentium MMX con frecuencia de 233 MHz o el Pentium II con frecuencia de 233, 266 o 300 MHz. Contaba con Ethernet 10/100 integrado.

## PC Power Series
Esta es la versión para PC del RS/6000.
- procesador PowerPC 604 a 100, 120 o 133 MHz
- arquitectura ISA/PCI PReP
- 16 MB memoria de paridad estándar, ampliable a 192 MB
- 10baseT Ethernet, gráficos PCI y Audio integrados
- Soporta Windows NT 3.51 o AIX Version 4
- BIOS ARC

Dos factores de forma estaban disponibles, el PC830 de 3x3 (3 zócalos, 3 bahías) y el más grande PC850 5x5 (5 zócalos, 5 bahías).
| Nombre                             | Modelo |             | CPU         | MHz               | equivalente RS/6000 |
| ---------------------------------- | ------ | ----------- | ----------- | ----------------- | ------------------- |
| Personal Computer Power Series 440 | 6015   | PowerPC 601 | 66          | Modelo 7020 (40P) |                     |
| Personal Computer Power Series 830 | 6050   | PowerPC 604 | 100/120/133 | Modelo 7248 (43P) |                     |
| Personal Computer Power Series 850 | 6070   | PowerPC 604 | 100/120/133 | Modelo 7248 (43P) |                     |